# Podmorski kabel telekomunikacyjny
Kabel podmorski – kabel, który przebiega po dnie morza lub oceanu.
Tego typu kable zwykle służą do komunikacji międzynarodowej lub łączności pomiędzy częściami kraju, np. wyspą. W dzisiejszych czasach, ze względu na rozwój techniki zazwyczaj spotyka się kable światłowodowe, gdyż mają znacznie większą przepustowość niż tradycyjne kable telekomunikacyjne oraz pochłaniają dużo mniej energii.

Przekrój kabla podmorskiego